# Ligentella beieri
Ligentella beieri es una especie de mantis de la familia Mantidae.

## Distribución geográfica
Se encuentra en Namibia.